# Juana Galán
Juana Galán, apodada La Galana (Valdepeñas, 25 de octubre de 1787-ibídem, 24 de septiembre de 1812), fue una guerrillera española, heroína de la Guerra de la Independencia (1808–1814). Era la mayor de siete hermanos, nacida en una familia burguesa que regentaba una gran casa con fonda y taberna a la entrada de la villa de Valdepeñas. Se la considera la mujer mejor informada de la villa en esa época por trabajar en ese lugar estratégico.

## Biografía
El 6 de junio de 1808, en la batalla de Valdepeñas contra las tropas de Napoleón, a falta de hombres suficientes para defender el pueblo, ella misma animó a las mujeres a salir a luchar. Las mujeres lo hicieron vertiendo por las ventanas agua y aceite hirviendo sobre la soldadesca, mientras que ella se armó con una porra y salió a la calle a luchar cuerpo a cuerpo contra la caballería francesa. Gracias a esta contienda, los franceses abandonaron toda la provincia de La Mancha y se retrasaron en la batalla de Bailén, que acabó en victoria para los españoles. También se le concedió por esto a la villa el título de «Muy Heroica».
Juana Galán contrajo matrimonio el 2 de mayo de 1810 (día que se cumplía el segundo año de la declaración de guerra) con Bartolomé Ruiz de Lerma, natural de Valdepeñas, con quien tuvo dos hijas. A causa de su último parto falleció el 24 de septiembre de 1812, el mismo día en que se declaraba La Mancha liberada de las tropas de Napoleón, con la entrada triunfal de Francisco «Chaleco» en Valdepeñas.
Este personaje supuso para la ciudad de Valdepeñas un símbolo histórico-artístico de resistencia, heroicidad, fortaleza y patriotismo. Ha sido numerosamente representada en obras de arte local. Se le suele representar de pie, sosteniendo sobre la mano derecha una cachiporra y en la izquierda sujetando a un soldado francés. Ha sido muy representada también en teatro en obras a nivel nacional que representaban la batalla de Bailén y la contienda de Valdepeñas. En 2008, la compañía teatral toledana «La Recua» utilizó a este personaje como protagonista de una recreación de unos mitificados fusilamientos, que amenizaba un mercado goyesco que recorrió varios puntos principales de España (entre ellos la Plaza Mayor de Madrid), como acto principal del bicentenario de la Guerra.
Legendariamente se le atribuyen varias hazañas o datos:
- Se le presupone cierta demencia o esquizofrenia tras la contienda.
- Popularmente se le atribuyó un romance con el famoso guerrillero Francisco Abad Moreno «Chaleco».
- Se ha especulado popularmente que tuviera algún encontronazo con Agustina de Aragón, ya que esta perteneció a la partida de Francisco Abad Moreno «Chaleco» en el año de 1810.

## En la literatura
- En 2011 se adaptó su vida a la literatura en una novela titulada La Galana, de Carlos Isidro Muñoz de la Espada, editada por Ediciones Atlantis.